# Zimowe Mistrzostwa Polski Seniorów w Lekkoatletyce 1938
6. Zimowe Mistrzostwa Polski Seniorów w Lekkoatletyce – zawody lekkoatletyczne, które zostały rozegrane 5 i 6 lutego 1938 w Poznaniu w hali Sokoła.

## Rezultaty

### Mężczyźni
| Konkurencja:              | 1. miejsce                                                                                            | Rezultat | 2. miejsce                        | Rezultat | 3. miejsce                           | Rezultat |
| Bieg na 80 m              | Roman Sienicki AZS Lwów                                                                               | 9,2      | Grzegorz Dunecki Pomorzanin Toruń | 9,4      | Kazimierz Ładnowski Polonia Warszawa |          |
| Bieg na 800 m             | Jan Staniszewski Syrena Warszawa                                                                      | 2:06,4   | Wacław Soldan Cracovia            | 2:08,0   | Kazimierz Drozdowski Pogoń Katowice  |          |
| Bieg na 3000 m            | Wacław Soldan Cracovia                                                                                | 9:22,4   | Czesław Wirkus Warszawianka       | 9:23,8   | Leonard Przybylski HCP Poznań        |          |
| Bieg na 80 m przez płotki | Mieczysław Haspel AZS Lwów                                                                            | 11,6     | Paweł Schmidt AZS Poznań          | 11,7     | Ulrich Siebert Strzelec Grudziądz    |          |
| Sztafeta 6 × 50 m         | Polonia Warszawa Szopiński Kazimierz Ładnowski Reklewski Zbigniew Rosłan Gędziorowski Jan Łopuszyński | 40,1     | Policyjny KS Warszawa             | 40,6     | AZS Poznań                           |          |
| Sztafeta 3 × 800 m        | Pogoń Katowice                                                                                        | 6:47,2   | Polonia Warszawa                  |          | AZS Warszawa                         |          |
| Skok wzwyż                | Witold Gerutto Warszawianka                                                                           | 1,85     | Paweł Schmidt AZS Poznań          | 1,80     | Ulrich Siebert Strzelec Grudziądz    | 1,75     |
| Skok o tyczce             | Władysław Klemczak AZS Poznań                                                                         | 3,60     | Antoni Morończyk Warszawianka     | 3,60     | Aleksy Bańkowiak Pogoń Katowice      | 3,40     |
| Skok w dal                | Marian Hoffmann AZS Poznań                                                                            | 6,75     | Paweł Schmidt AZS Poznań          | 6,74     | Karol Hoffmann AZS Poznań            | 6,67     |
| Trójskok                  | Karol Hoffmann AZS Poznań                                                                             | 13,66    | Marian Hoffmann AZS Poznań        | 13,45    | Wilhelm Chmiel KPW Katowice          | 13,35    |
| Pchnięcie kulą            | Witold Gerutto Warszawianka                                                                           | 15,74    | Henryk Praski Strzelec Katowice   | 14,34    | Karol Hoffmann AZS Poznań            | 13,29    |
| Pchnięcie kulą oburącz    | Witold Gerutto Warszawianka                                                                           | 28,46    | Henryk Praski Strzelec Katowice   | 25,33    | Karol Hoffmann AZS Poznań            | 24,68    |

### Kobiety
| Konkurencja:              | 1. miejsce                           | Rezultat | 2. miejsce                                | Rezultat | 3. miejsce                             | Rezultat |
| Bieg na 60 m              | Otylia Kałuża Stadion Chorzów        | 8,4      | Barbara Książkiewicz Pomorzanin Toruń     | 8,6      | Anna Jadwiga Gawrońska Sokół Grudziądz |          |
| Bieg na 500 m             | Irena Świderska AZS Poznań           | 1:30,5   | Irena Białkowska Warta Poznań             | 1:33,2   | Maria Mąka Ciszewski Bydgoszcz         |          |
| Bieg na 50 m przez płotki | Maria Felska Sokół Grudziądz         | 8,6      | Franciszka Romanowska Ciszewski Bydgoszcz | 8,8      | Wohlgetan AZS Poznań                   |          |
| Sztafeta 4 × 50 m         | Stadion Chorzów                      | 30,8     | Pomorzanin Toruń                          | 31,1     | AZS Poznań                             |          |
| Skok wzwyż                | Maria Felska Sokół Grudziądz         | 1,35     | Maria Chełmicka Polonia Warszawa          | 1,35     | Wohlgetan AZS Poznań                   | 1,35     |
| Skok w dal                | Henryka Słomczewska IKP Łódź         | 4,85     | Janina Wencel Skra Warszawa               | 4,70     | Otylia Kałuża Stadion Chorzów          | 4,65     |
| Skok w dal z miejsca      | Jadwiga Wajsówna Boruta Zgierz       | 2,385    | Anna Paluszek Polonia Warszawa            | 2,21     | Urszula Ziółek Stadion Chorzów         | 2,21     |
| Pchnięcie kulą            | Genowefa Cejzikowa Strzelec Katowice | 12,56 NR | Jadwiga Wajsówna Boruta Zgierz            | 12,12    | Wanda Flakowicz Warszawianka           | 11,52    |
| Pchnięcie kulą oburącz    | Genowefa Cejzikowa Strzelec Katowice | 21,79 WR | Jadwiga Wajsówna Boruta Zgierz            | 20,99    | Marianna Skrzypnik Pomorzanin Toruń    | 19,72    |